# Nefrone

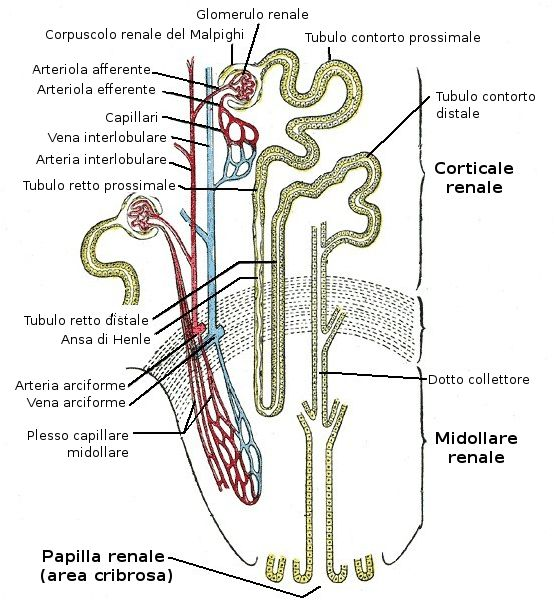
Schema del nefrone.

Il nefrone (derivato dal greco νεφρός – nefro, cioè rene) è l'unità strutturale e funzionale del rene dei vertebrati. È composto essenzialmente da due parti principali:
- il corpuscolo renale o di Malpighi, che assolve alla formazione di preurina a partire dalla filtrazione di plasma sanguigno proveniente dalle arterie renali. Il processo di ultrafiltrazione avviene per diffusione passiva, cioè senza dispendio di energia;
- il tubulo renale, che raccoglie la preurina e la trasforma in urina, destinata alla vescica. Il processo di trasformazione coinvolge una serie di trasportatori molecolari che consumano energia.

In un adulto normale si contano dagli 0,8 agli 1,5 milioni di nefroni per rene.

## Generalità
Il nefrone ha inizio dal corpuscolo renale; continua poi con il tubulo contorto prossimale, che prosegue nella parte midollare del rene con una lunga ansa a forma di "U" chiamata ansa di Henle e torna nella parte corticale con il tubulo contorto distale, che infine defluisce in un dotto collettore che porta l'urina nella pelvi renale.

I dotti collettori si riuniscono a formare dotti papillari che infine scaricano l'urina nella pelvi renale.
Il nefrone svolge tre funzioni:
1. Ultrafiltrazione del plasma: il plasma viene filtrato e solo ciò che è piccolo passa le maglie del filtro (cataboliti, sali, H2O, etc.); invece le molecole più grosse restano nel capillare. Questo processo avviene nel corpuscolo renale.
2. Riassorbimento delle sostanze utili: il processo avviene nel tubulo contorto prossimale e distale.
3. Concentrazione dell'ultrafiltrato per formare urina: il processo avviene nel dotto collettore tramite l'azione della vasopressina (che aumenta il numero di acquaporine che assorbono acqua) e tramite la concentrazione di cloruro di sodio ed urea a livello del liquido extracellulare.

## Tipologie di nefrone nel rene umano
Le caratteristiche dei nefroni sono alquanto differenti a seconda della profondità alla quale essi giacciono all'interno della massa renale: si distinguono i nefroni corticali, juxtamidollari e intermedi.
- I nefroni i cui glomeruli si trovano in prossimità della capsula del rene sono detti corticali o subcapsulari o superficiali: hanno i segmenti sottili dell'ansa di Henle molto corti, e quest'ultima penetra solo per un tratto molto breve nella zona esterna della midollare.
- Tra un quinto ed un terzo dei nefroni hanno il glomerulo localizzato profondamente nella corticale, in vicinanza della midollare, e sono detti juxtamidollari: hanno l'ansa di Henle molto lunga e segmenti sottili di particolare lunghezza, che penetrano profondamente nella zona interna della midollare, molti giungendo sino alla punta delle papille renali. La lunga ansa di Henle di questi nefroni costituisce un sistema controcorrente, il cui intervento è essenziale nel meccanismo di concentrazione delle urine.
- I nefroni detti intermedi o midcorticali: essi posseggono un corpuscolo renale sito a metà della corticale renale; posseggono delle anse con lunghezza intermedia.

## Anatomia microscopica
Il nefrone, dal punto di vista microscopico, è un'entità complessa. Risulta costituito infatti da diversi tipi di cellule che nell'insieme collaborano al mantenimento della funzione renale.
Ogni nefrone è costituito da:
- una struttura chiamata "corpuscolo renale (o malpighiano)", a sua volta composto da un glomerulo, contenuto nel Malpighi (formato da una fitta rete di capillari anastomizzati e denominata rete mirabile arteriosa, generata dalla dilatazione della arteriola afferente) e da un'espansione a fondo cieco del tubo urinifero che prende il nome di capsula del Bowman, la quale contiene i podociti. Capsula di Bowman e Malpighi sono, praticamente, la stessa cosa.
- collegato al corpuscolo renale è un sistema tubulare (che origina dal polo urinario della capsula di Bowman) a sua volta costituito da diversi dotti, che in successione trasportano e modificano il liquido filtrato a livello del glomerulo, fino alla pelvi renale.

La porzione glomerulare del nefrone risulta costituita da una rete di capillari, derivanti dall'arteriola afferente, che si sfioccano con struttura a gomitolo a formare la parte vascolare del nefrone. I capillari glomerulari sono formati da una struttura endoteliale.
L'endotelio del capillare è fenestrato; risulta formato infatti da un'unica cellula endoteliale, che ne forma la parete, avente dei pori sulla sua superficie. A contatto con la porzione esterna della cellula endoteliale è presente la membrana basale glomerulare (MBG). Al di sopra della MBG sono presenti delle cellule epiteliali; sono le cellule epiteliali viscerali che presentano una regione centrale citoplasmatica in cui è presente il nucleo più voluminoso; da questa regione il citoplasma si continua emettendo una serie di digitazioni che si insinuano nella MBG, i pedicelli. La loro funzione è di garantire la selettività durante il processo di filtrazione glomerulare. Queste cellule infatti si trovano con i pedicelli verso l'interfaccia con l'endotelio fenestrato.
La selettività è inoltre regolata da una serie di altre cellule che si trovano immerse nelle regioni circostanti il capillare glomerulare, le cellule mesangiali. Queste cellule sono dotate di capacità contrattile e collaborano insieme alle cellule epiteliali alla modificazione degli spazi porosi mediando la funzione di selettività del nefrone. Le cellule mesangiali hanno forma pressoché stellata e presentano al loro interno dei filamenti contrattili.
La porzione esterna del glomerulo risulta poi rivestita da cellule epiteliali, che formano una struttura capsulare che ingloba tutte le strutture prima descritte. Tra questa porzione e l'epitelio viscerale esiste uno spazio, importante per il processo di filtrazione, che si chiama spazio di Bowman. Nel complesso la struttura prende il nome di capsula di Bowman. All'interno della capsula di Bowman si raccoglie il filtrato che costituisce la preurina.
L'arteriola afferente penetra la capsula di Bowman formando la struttura glomerulare e fuoriesce come arteriola efferente. Questa ha una tipica disposizione a "V", e tra le due arteriole passa il tubulo contorto distale, che nella regione di contatto con le pareti arteriolari ha una struttura a cellule cuboidali più grandi: le cellule della macula densa. Tra queste sono intercalate altre cellule con capacità secretoria, le cellule iuxtaglomerulari (o “granulari”, che secernono la renina); assieme alle cellule del mesangio extraglomerulare – anche chiamate “cellule agranulari” (in quanto sprovviste di vescicole di secrezione, in contrapposizione a quelle granulari) o anche “cellule ilari” (in virtú della loro posizione a livello dell’ilo vascolare del corpuscolo renale) – formano in questa regione l'apparato iuxtaglomerulare. L'apparato iuxtaglomerulare è deputato al controllo della velocità di filtrazione glomerulare.